# ジョンストンズ
ジョンストンズ（Johnstons）は、1797年に創設されたスコットランド最古の生地メーカー。
1960年代よりニット製品も手がけるようになったが、カシミアなどの高級繊維を主力として手がけてる。メゾンに生地を提供しており、過去にはエルメスのカシミア製品を手がけたこともある。エルガンとホーイックに工場があり、約700人の従業員を擁し、糸の段階から製品までの工程を全て自社工場で行っている。

## 歴史
- 1797年 創設